# 最低賃金 (スイス)

OECD各国の実質最低賃金（時給,PPPUSD）

スイスの最低賃金（スイスのさいていちんぎん）では、スイスにおける最低賃金について解説する。
スイスの最低賃金は、全国一律で定められていない。しかし自主的な団体交渉にて、2018年時点で3,200～3,900フランを相場として協定が結ばれている。但し、労働協約で対象となる労働者は全体の約4割である。そのため労働協約がない業種では、国や州の行政府により「標準労働契約（Normalarbeitsvertrag/Contrats-types de travail）」で最低賃金を導入させている業種がある。これは地域や職業、業界ごとの標準的な水準を下回る賃金が繰り返し押し付けられる悪質なケースに適用されている。国単位では、家事労働が適用されている。
2014年5月18日、最低賃金を22スイスフラン（約2500円）という、世界最高額の最低賃金を定めるかどうかの国民投票が行われた。結果は賛成24%、反対76%で否決された。スイスの労働組合は、最低限の生活も維持できない労働者が約33万人に上ると指摘している。スイスの労働者の9割は、すでに時給22スイスフラン以上の賃金を得ているとされるが、スイスの物価を考えると十分ではないとする意見もある。
ただし、ヌーシャテル州は、2011年に住民投票で導入を決め、連邦裁判所が雇用者団体の差し止め要求を却下し、2017年夏に時給20フランの最低賃金をスイスで初めて導入した。続いて同年11月にはジュラ州も時給20フランの最低賃金を導入した。